# Harukarisk*Land
『Harukarisk*Land』（ハルカリスクランド）は、戸松遥の3枚目のオリジナルアルバム。2015年3月18日にMusicRay'nから発売された。
本作は遊園地をテーマとしており、タイトルに自身の名前を遊園地のように捩ったり、ジャケットにメリーゴーランドや観覧車といった遊園地でお馴染みの乗り物を入れたりしている。なおタイトルは、アスタリスクから「ハルカリスク」を連想し、その上で「ランド」が付けられたという。ちなみに本作の構想は2ndツアー「戸松遥 second live tour Sunny Side Stage!」の終了時に戸松が考案したもので、3rdライブツアーのテーマである「遊園地」がアルバムにも採用されている。

## 音楽性
1曲目「Fan Fun Parade」は、「Harukarisk*Land」への来場を歓迎するライブ感のあるお祭り風の曲。
2曲目「courage」は、14thシングル曲であり、テレビアニメ『ソードアート・オンラインII』のキャリバー編およびマザーズ・ロザリオ編オープニングテーマ。
3曲目「ラブ♡ローラーコースター」は、戸松曰く「片想いの気持ちをジェットコースターに見立てた」曲。
4曲目「No.1 GIRL」は、全曲とも遊園地で統一する必要がないとの考えからリズム感のあるおしゃれな内容に仕上げたという。
5曲目「Tomorrow」は、11thシングルカップリング曲。
6曲目「Fantastic Soda!!」は、13thシングル曲。
7曲目「アテンション☆プリ〜ズ」は、ファンとの振り付けを目的としたスペースマウンテン風の曲のため、サビに掛け合いが導入されている。
8曲目「PACHI PACHI PARTY」は、11thシングル曲。
9曲目「Get you!!」は、12thシングルカップリング曲。
10曲目「マリラレルラ」は、25歳になった戸松が6年前に歌った4thシングル「こいのうた」のような世界観を表現した曲。イメージ的にはコーヒーカップやメリーゴーランドに乗った戸松の周囲にクマやウサギがいる感じであり、呪文めいたタイトルは戸松によれば「友達の証」っを意味しているという。
11曲目「In Our Hands」は、13thシングルカップリング曲であり、ゲーム『ブレス オブ ファイア6 白竜の守護者たち』の主題歌。
12曲目「ヒカリギフト」は、12thシングル曲。
13曲目「恋ヲウチヌケ」は、女性が自分よりも目下の異性に思いを寄せる「キュンとする曲」。制作に際してはHoneyWorksが以前手掛けたキャラソンを歌った時、キュンキュンする世界観を気に入ったため彼に制作を依頼したという。その際テーマを恋愛にすること以外は特に何も指示していなかったため、楽曲が年下の男の子に向けた内容であることを知ったときは驚いていたという。ちなみにレコーディングの際は主人公の心情に自身へのエールを重ねて歌ったことを明かしている。PVは戸松が「けなげな女の子」とアーティスの二役を演じる内容で、後者に関しては料理も披露している。この他アドリブのような電話シーンやパジャマ姿などが収録されているのが特徴である。

## リリース
2015年3月18日にMusicRay'nから発売された。戸松のアルバムとしては前作『Sunny Side Story』から約2年ぶりのリリースとなる。
販売形態は、初回生産限定盤（SMCL-375/6）と通常盤（SMCL-377）の2種リリースで、初回限定盤には「恋ヲウチヌケ」のPVおよび本作のジャケットのメイキング映像を収録したDVDが同梱されている。
本アルバムを引っ提げたライブツアー「LAWSON presents 戸松遥 3rd Live Tour 2015 Welcome!Harukarisk*Land!!!」が2015年6月21日から8月23日まで開催された。なおツアー自体は2月4日の自身の誕生日に配信されたニコニコ生放送『戸松遥四半世紀記念！おたんじょうびサメでとう！』にて発表された。8月23日に愛知県芸術劇場で行われた公演の模様を収録したBDが、戸松の3作目の映像作品として2016年2月17日にMusicRay'nから発売された。それに先駆け、2015年10月31日にフジテレビNEXTで戸松へのインタビュー映像を交えての2時間の特別番組として放送された。このダイジェスト版が2016年1月30日にBSフジでも放送された

## 収録内容
| #         | タイトル                    | 作詞         | 作曲                | 編曲         | 時間  |
| --------- | --------------------------- | ------------ | ------------------- | ------------ | ----- |
| 1.        | 「Fan Fun Parade」          | 古川貴浩     | 古川貴浩            | 古川貴浩     | 4:46  |
| 2.        | 「courage」                 | Nori         | Nori                | 古川貴浩     | 4:13  |
| 3.        | 「ラブ♡ローラーコースター」 | やしきん     | やしきん            | やしきん     | 4:47  |
| 4.        | 「No.1 GIRL」               | 古屋真       | SoichiroK、Nozomu.S | 古川貴浩     | 4:21  |
| 5.        | 「Tomorrow」                | 大沢圭一     | 大沢圭一            | 籠島裕昌     | 5:25  |
| 6.        | 「Fantastic Soda!!」        | 古屋真       | Mitsu.J             | 古川貴浩     | 4:02  |
| 7.        | 「アテンション☆プリ〜ズ」   | MEG.ME       | Mitsu.J             | Mitsu.J      | 4:10  |
| 8.        | 「PACHI PACHI PARTY」       | 古屋真       | ZENTA               | 古川貴浩     | 4:13  |
| 9.        | 「Get you!!」               | yumeiroecho  | 倉内達矢            | 福田真一朗   | 4:03  |
| 10.       | 「マリラレルラ」            | モリヒデオミ | モリヒデオミ        | モリヒデオミ | 3:58  |
| 11.       | 「In Our Hands」            | TOKO         | Carlos K.           | 渡辺剛       | 5:52  |
| 12.       | 「ヒカリギフト」            | 古屋真       | 黒光雄輝            | 古川貴浩     | 5:27  |
| 13.       | 「恋ヲウチヌケ」            | HoneyWorks   | HoneyWorks          | HoneyWorks   | 4:03  |
| 合計時間: | 合計時間:                   | 合計時間:    | 合計時間:           | 合計時間:    | 59:24 |

| #  | タイトル                          | 作詞 | 作曲・編曲 | 時間 |
| -- | --------------------------------- | ---- | ---------- | ---- |
| 1. | 「恋ヲウチヌケ」(Music Clip)      |      |            | 4:21 |
| 2. | 「Harukarisk*Land」(JacketMaking) |      |            |      |

## 演奏
- 川上鉄平：Trumpet (#1.8)
- 後関好宏：Sax (#1.8)
- 滝本尚史：Trombone (#1)
- 水由麻里子、藤本記子：Chorus (#1.7)
- 外薗雄一：Drums (#2.4.5.9)
- 古川貴浩
  - Guitar & Bass (#2)
  - All Programmings (#6.12)
- 籠島裕昌
  - Piano (#2.5)
  - Pianica (#5)
- 北村望：Drums (#3)
- 山本直哉：Bass (#3)
- 加藤大祐：Guitar (#3)
- 渡辺剛：Piano (#3.11)
- 湯本淳希：Trumpet (#4)
- 近藤淳也：Sax (#4)
- 川島稔弘：Trombone (#4)
- 岡雄三：Bass (#5.11)
- 馬場一嘉：Guitar (#5.11)
- Mitsu.J：All Programmings (#7)
- 出原亮介：Percussion (#8)
- 福田真一朗：Guitar & Programming (#9)
- 山田章典：Bass (#9)
- モリヒデオミ：All Programmings (#10)
- 田中栄二：Drums (#11)
- 坂東慧 (T-SQUARE)：Drums (#13)
- shito：Bass (#13)
- Oji：Guitar (#13)
- cake：Piano (#13)

## チャート
| チャート（2015年）         | 最高位 |
| -------------------------- | ------ |
| オリコン                   | 7      |
| Billboard Japan Top Albums | 7      |
| サウンドスキャンジャパン   | 6      |

## ツアー日程
| 日付          | 都市       | 会場                         |
| ------------- | ---------- | ---------------------------- |
| 2015年6月21日 | さいたま市 | 大宮ソニックシティ           |
| 2015年7月5日  | 宇都宮市   | 宇都宮市文化会館             |
| 2015年7月18日 | 大阪市     | オリックス劇場               |
| 2015年7月20日 | 東京       | 東京国際フォーラムホールA    |
| 2015年8月8日  | 静岡市     | 静岡市清水文化会館マリナート |
| 2015年8月15日 | 福岡市     | 福岡国際会議場メインホール   |
| 2015年8月23日 | 名古屋市   | 愛知県芸術劇場               |